# Xian de Deqing (Guangdong)
Pour les articles homonymes, voir Deqing.
Le xian de Deqing (德庆县 ; pinyin : Déqìng Xiàn) est un district administratif de la province chinoise du Guangdong. Il est placé sous la juridiction de la ville-préfecture de Zhaoqing.

## Démographie
La population du district était de 345 334 habitants en 1999.